# Hesshaimer-villa
A brassói Hesshaimer-villa 1903-ban épült a szász Adolf Hesshaimer kereskedő és családja számára. 1948-ban államosították, kezdetben rendőrőrs működött benne, majd kis lakásokra osztották és bérlőknek adták ki. A 2010-es években felújították, jelenleg rendezvényközpontként szolgál.

## Története
A 19. század végétől a gazdag brassói családok több üdülőházat építettek a Brassóval határos településeken, így például Derestyén, a mellette kialakult Noában, vagy Méhkerteken. Villájuk volt többek között a Czell, Flechtenmacher, Trauschenfels, Hesshaimer, Verzár famíliáknak.
A Hesshaimerek befolyásos brassói kereskedők és üzlettulajdonosok voltak; Zum weißen Löwen cégük a főtéri Filstich-házban működött, és később tulajdonukba került a Hess csokoládégyár is. Idősebb Adolf Hesshaimer 1896-ban egy eperfával beültetett derestyei telket vásárolt a Brennerberg családtól, hogy egy kényelmes otthont építsen rá, melybe visszavonulhat pihenni, kikapcsolódni, imádkozni a dolgos napok után. A villát 1903-ban építették fel Albert Schuller városi építész tervei alapján.
A második világháború után a Frontul Plugarilor baloldali román politikai szervezet önkényesen elfoglalta az épületet, a tulajdonost (ifjabb Adolf Hesshaimer özvegyét) elüldözték. A kommunista államosítás után rendőrőrs működött az épületben, majd – számos más régi romániai villához hasonlóan – kis lakásokra osztották fel, amelyeket bérlőknek adtak ki. A villa a karbantartás hiánya miatt lepusztult, kinézetét tönkretették a hozzátoldott épületrészek és befalazott erkélyek, az eredeti bútorok megsemmisültek vagy eltűntek.
2006-ban Werner Schmidt brassói szász vállalkozó vásárolta meg a villát. Az épületben tulajdonjog nélkül tanyázó öt család kilakoltatása 2012-re történt meg, 2014 februárjában pedig elkezdődtek a felújítási munkálatok, melyek során a villát az eredeti tervrajzok szerinti állapotába állították vissza. Ami a belső kialakítást illeti, sikerült megmenteni az eredeti falfestményeket, a tűzkárokat szenvedett főlépcsőt, és a padlózat és az ablakkeretek díszítésének egy részét. 2017-ben az épületben rendezvényközpontot nyitottak Villa HePa néven.

## Leírása
Derestye városrészben, a Keresztényhavas egy nyúlványának lábánál, hegyvidéki környezetben helyezkedik el. Stílusa több irányzatot ötvöz, megtalálhatóak benne a klasszicista, barokk, gótikus elemek.
A szász rezidenciákra jellemzően a Hesshaimer-villa is tartalmazott egy „időkapszulát”: a tetőn elhelyezett, a történelem viszontagságait átvészelt réz Merkúr-szobor földgömbjében régi leveleket, bélyegeket, pénzérméket találtak.